# Карабин (устройство)

карабин HMS с винтовой муфтой

1 — защёлка,
2 — муфта,
3 — крючок,
4 — спинка,
5 — ребро жёсткости

Караби́н (от фр. carabine) — съёмное соединительное звено. Имеет форму скобы с пружинной защёлкой. Может соединять две петли двух отдельных альпинистских верёвок, два предмета с отверстиями, быть ключевой частью карабинных узлов, быть одним звеном из нескольких в цепи из карабинов. Карабин является составным элементом страховки наряду с альпинистской верёвкой, страховочной системой.

## История
Первоначально «карабинчиком» или «карабином» назывался крюк с защёлкой, при помощи которого подвешивали оружие-карабин к перевязи-бандольеру, после чего схватка продолжалась пистолетами (или холодным оружием). Близкое к карабину устройство упоминается уже в 1616 году в книге «Военное искусство на лошади» (Kriegskunst zu Pferdt) военного писателя Вальхаузена (Johann Jakob von Wallhausen). Первое подробное описание можно найти в «Экономической энциклопедии» 1785 года. В США 7 апреля 1868 года был запатентован простой карабин для соединения цепей. Другой патент на изобретение карабина был получен в 1906 году.

## Применение
Карабин — основное соединительное устройство в скалолазании, альпинизме, промышленном альпинизме, спелеотуризме, арбористике, горном туризме, дельтапланеризме, парашютном спорте, роупджампинге и многих других смежных видах деятельности. Применяют для страховок, самостраховок, в качестве блоков, для соединения верёвок со скальными крюками. Также в силу своей универсальности используют в различных вариантах в рюкзаках, ранцах, сумках, креплениях для связки ключей.
Форма карабина определяет такие его свойства, как:
- Прочность по главной оси
- Распределение нагрузки
- Раскрытие
- Ёмкость
- Прочность при различных положениях
- Эргономичность

## Материалы

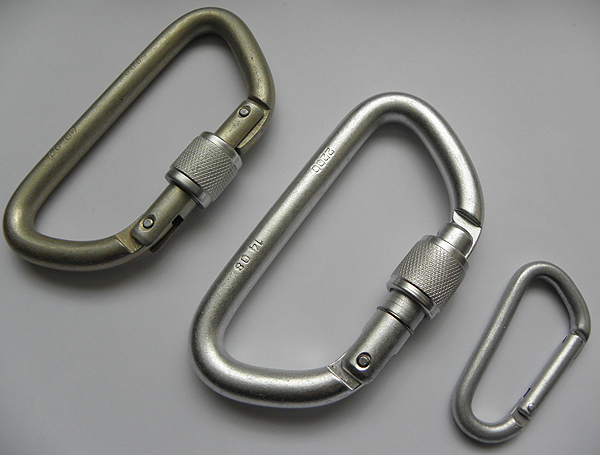
стальной и алюминиевый карабины

Карабины изготавливают из различных материалов, в зависимости от назначения.
Карабины, применяемые в промышленном альпинизме, при спасательных работах, где важны надёжность и долговечность в ущерб весу, изготовляют из стали.
Карабины из сплавов на основе алюминия (в просторечии часто называемые «алюминиевыми») в настоящее время практически вытеснили стальные в спортивном секторе. Они — дороже стальных, но значительно легче, и несмотря на это выдерживают те значительные нагрузки, которые они испытывают в спортивном скалолазании.
Карабины из титана теперь почти полностью вытеснены «алюминиевыми» и используются редко. Основная причина — хрупкость титана и его малая теплопроводность. Малейшая царапина или микротрещина является концентратором напряжения и может привести к поломке (даже есть выражение «титан — металл крылатый: когда полетит, никто не знает»). А малая теплопроводность по сравнению с алюминием приводит к оплавлению верёвки.

## Виды карабинов
Существуют разнообразные виды карабинов, которые отличаются строением и назначением — с завинчивающейся (или автоматической) муфтой (для страховки, самостраховки, спасательных работ, навесной переправы, полиспаста), а без муфты (для оттяжек, крепления снаряжения).
Немуфтованные карабины используют в оттяжках и развески снаряжения, бывают со сплошным замком, а также проволочным.
Муфтованные карабины бывают винтовыми и автоматическими (двухтактными, трёхтактными, виаферрата).

### Муфтованные (защёлкивающие) и немуфтованные карабины
Муфтованные карабины оснащены специальной муфтой, не дающей им самопроизвольно открыться. Муфты бывают: резьбовые, байонетные, пружинные (автоматические). Последние — более удобны для работы одной рукой, но могут отказать на морозе.

#### Муфтованные карабины (screw-lock)
Надёжность работы в грязных и ледовых условиях. Вибрация и трение об окружающие предметы могут привести к откручиванию муфты, либо пользователь может забыть закрыть муфту. Используют преимущественно в альпинизме.

#### Муфтованные карабины (автоматическая двухтактная муфтаtwist-lock)

способ открытия двухтактной автоматической муфты

Просто и быстро открывать, автоматическая блокировка. Нужно разблокировать муфту каждый раз, когда требуется открыть карабин. Возможность некорректной блокировки муфты. Например, в муфту может попасть анкерная петля и помешать блокировке. Нужно проверять корректность закрытия муфты каждый раз при закрытии карабина. Муфта — чувствительна к трению, она может случайно открыться при контакте с окружающими предметами (верёвкой или другим оборудованием). Используют преимущественно в спортивном туризме.

#### Муфтованные карабины (двухтактная автоматическая муфтаwire-lock)
Разработаны специально для использования на конце усов самостраховки в верёвочных парках и на маршрутах виа феррата. Быстро и просто открыть, почти также просто, как карабин без муфты. Быстрая автоматическая блокировка муфты. Самая низкая надёжность муфты в сравнении с другими вариантами (однако, — надёжнее, чем карабин без муфты). Очень высокая чувствительность к окружающим воздействиям. Муфта открывается при небольшом усилии.

#### Муфтованные карабины (трёхтактная автоматическая блокировкаtriact-lock)
Быстрая автоматическая блокировка. Нужно разблокировывать муфту каждый раз, когда требуется открыть карабин. Открыть муфту не очень просто, навык требует практики. Для установки устройств на карабин требуется задействовать обе руки. Надёжность блокировки муфты (трёхтактное раскрытие не так-то просто произвести случайно). Возможность некорректной блокировки муфты. Например, в муфту может попасть анкерная петля и помешать блокировке. Нужно проверять корректность закрытия муфты каждый раз при закрытии карабина. Муфта не очень хорошо чувствует себя в условиях грязных работ.

#### Муфтованные карабины (автоматическая трёхтактная муфтаball-lock)
Быстрая автоматическая блокировка. Визуальный индикатор блокировки. Нужно разблокировать муфту каждый раз, когда требуется открыть карабин. Неудобно управлять муфтой в перчатках. Надёжность блокировки муфты (трёхтактное раскрытие). Возможность некорректной блокировки муфты. Например, в муфту может попасть анкерная петля и помешать блокировке. Нужно проверять корректность закрытия муфты каждый раз при закрытии карабина.

#### Муфтованные карабины (трёхтактная автоматическая муфтаpin-lock)
Открывается специальным инструментом. Разработано, в первую очередь, для использования в верёвочных парках. Можно быстро установить для длительного использования. Ограничивает возможность отсоединения пользователем во время использования. Сложно снять карабин при необходимости (например, в случае чрезвычайной ситуации). Очень высокая надёжность муфты. Трёхтактное раскрытие, для первого действия — необходим специальный инструмент. Возможность некорректной блокировки муфты. Например, в муфту может попасть анкерная петля и помешать блокировке. Нужно проверять корректность закрытия муфты каждый раз при закрытии карабина.

### Карабины с «зубом» и замкомkey-lock
Сейчас многие карабины изготавливают с системой key-lock (встречаются и другие названия, но суть — одна). Это означает, что в месте, где при закрытии карабина примыкает защёлка на теле карабина отсутствует так называемый «зуб». Такие карабины — удобнее, так как не цепляются «зубом» за крючья, тросики закладок, верёвку.

### Карабиныmaillon rapide
В тех случаях, когда предполагается нагрузка на карабин, по направлению несовпадающая с его длинной стороной или нагрузки, направленные более чем в 2 стороны, применяют специальные карабины — рапиды. Отличительной чертой этих карабинов является отсутствие откидной защёлки, которая заменена усиленной резьбовой муфтой и изготовлена из стального прутка. Чаще всего используют рапиды овальной формы № 7 и 8 (номер обозначает диаметр прутка в мм). В спелеологии применяют также рапиды полукруглой и дельтовидной формы с диаметром прутка 10 мм, где они выступают как центральное звено подвесной системы, к которому присоединяется остальное снаряжение. Значительно реже используют рапиды прямоугольной формы (для соединения плоских лент) и в виде скрученного овала.

## Форма карабинов

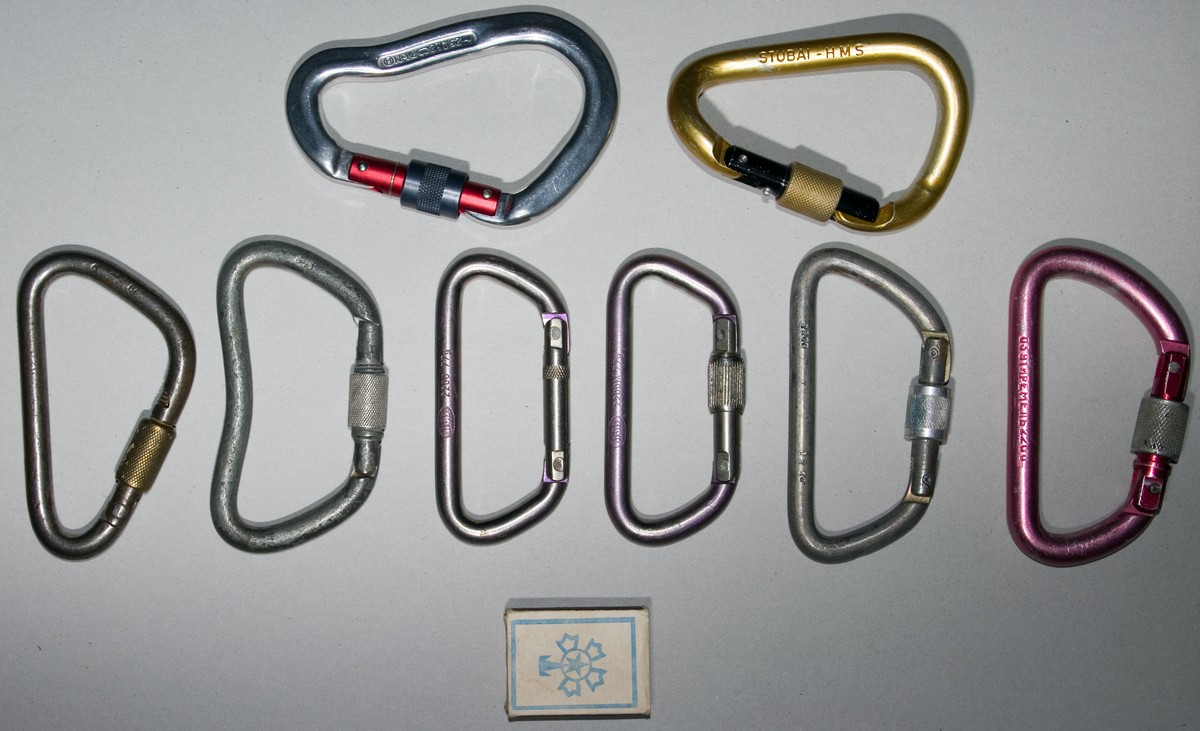
карабины различной формы.
Верхний ряд: современные грушевидные (HMS) карабины, плоский и 3D (изогнутый).
Нижний ряд: старые советские карабины. Слева направо: стальные треугольный (1967) и «боб» (1978), 2 титановых трапециевидных «ирбиса» без муфты (1989) и с самодельной резьбовой муфтой (1986), и два D-образных — стальной (1989) и дюралевый «иремель» (1991)

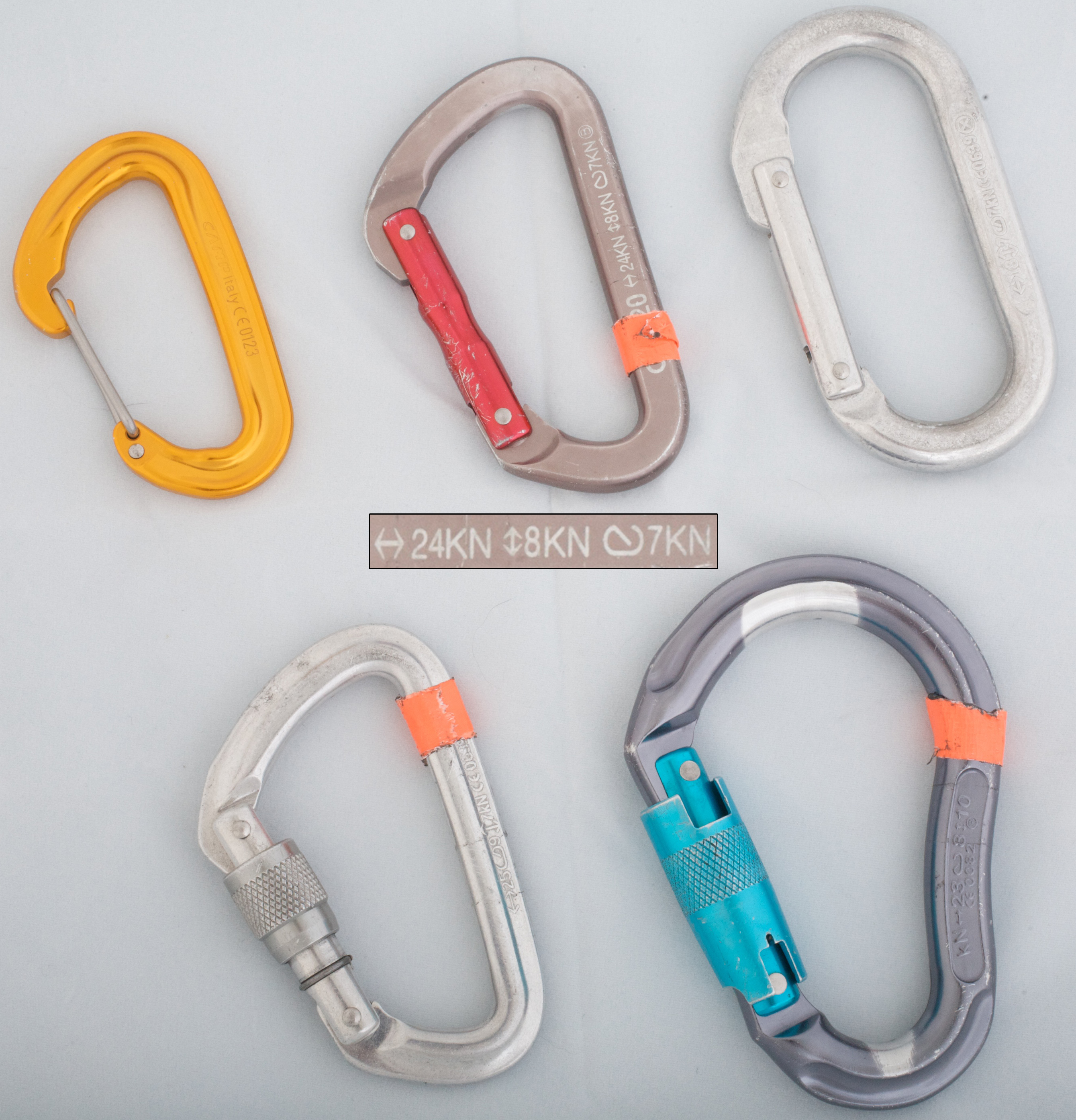
вверху слева направо — D-карабин с проволочной защёлкой, D-карабин с защёлкой, овальный карабин с защёлкой,
внизу слева направо — D-карабин с винтовой муфтой, HMS-карабин с автоматической муфтой

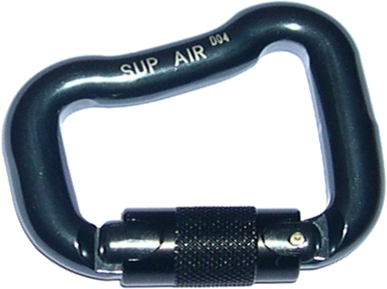
металлический асимметричный D-образный карабин, используемый в парапланеризме

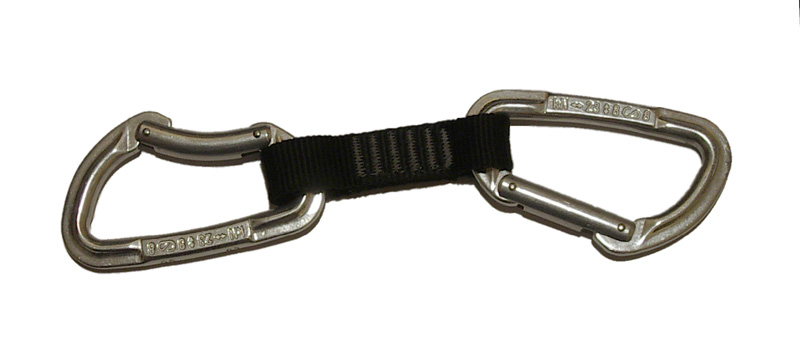
карабин с изогнутой защёлкой и асимметричный D-образный карабин на оттяжке

Карабины должны обладать такой формой, чтобы самопроизвольно правильно располагаться в руке и на верёвке. По форме карабины бывают: овальными, треугольными, трапециевидными (D-образными), асимметричными D-образными, грушевидными.

### Трапециевидные карабины
При равной прочности с овальными карабинами имеют меньший вес, так как основная нагрузка передаётся через более прочную спинку карабина. При нагрузке позиционируется по главной, самой прочной оси. Ось смещена от центра в сторону от муфты. Подходит для присоединения спускового устройства к привязи и для организации анкерных точек.

### Асимметричные D-образные карабины и треугольные карабины
Похожи на трапециевидные карабины; отличаются тем, что имеют больший зазор для верёвки и в них удобнее вязать узлы (например, узел UIAA), и в них проще защёлкиваться, например,

### Овальные карабины
Симметричная форма для установки устройств с широким отверстием для присоединения (например, блок-роликов). Благодаря симметричной форме нагрузка распределяется равномерно.

### Грушевидные карабины (HMS)
Название карабина отражает функцию его применения (от нем. HalbMastwurfSicherung — HMS — «спуск на полувыбленочном узле», то есть на узле UIAA). Похожи на асимметричные D-образные карабины, но более крупные и их легче защёлкивать на верёвках. Часто в названии карабина можно встретить аббревиатуру HMS — это говорит о том, что данный карабин имеет грушевидную форму и удобен для работы со спусковыми устройствами и узлом UIAA (итальянский узел, узел Мунтера). Ряд таких карабинов выпускались в изогнутом (3D) варианте для более удобной работы с двойной верёвкой. Большая ёмкость карабина позволяет присоединить несколько устройств, устройства с широким соединительным отверстием или использовать его с узлом UIAA.

### Карабины с изогнутой защёлкой
Отличаются от D-образных карабинов только тем, что имеют изогнутую внутрь защёлку, что облегчает прощёлкивание верёвки.

## Использование карабинов и уход за ними
Согласно рекомендациям UIAA минимальная нагрузка, которую должен выдерживать альпинистский карабин без разрушения должна быть больше 20 кН по продольной оси и 4 кН поперечно. Предельная статическая нагрузка на альпинистский карабин составляет 20—30 кН, что больше обычно встречающейся при нормальном использовании (более точная информация указывается на прутке карабина или в паспорте).

### Основные правила использования карабина

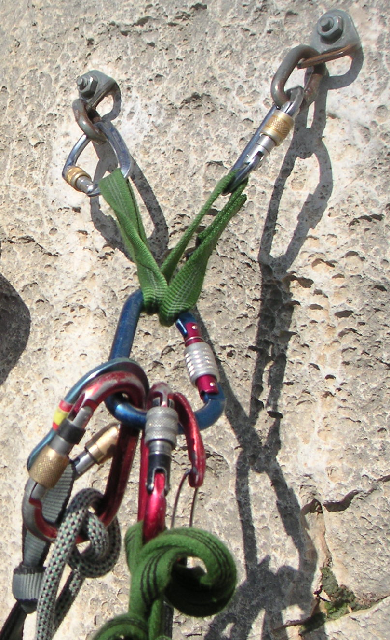
перегруженный грушевидный мастер-карабин на станции, опасно нагруженный по трём осям

- Карабин — прочен, если нагрузка распределена по главной оси только в двух направлениях и карабин — замуфтован. Предельная статическая нагрузка на эту ось составляет 20—30 кН (у стальных карабинов для промышленного альпинизма — 40 кН). Если нагружать короткую сторону, карабин легко сломать. Как правило, минимальная нагрузка в направлении этой оси составляет 6 кН
- Если карабин открыт, то предельная нагрузка составляет лишь 6 кН, то есть в 2—4 раза меньше нормальной[источник не указан 809 дней]
- Нагрузка по поперечной оси на муфту карабина — недопустима
- Карабин (в том числе с защёлкой) может открыться сам при ударе (или из-за вибрации, вызванной протравливанием верёвки)
- Иногда верёвка может сама выщелкнуться из карабина без муфты, поэтому надо быть очень внимательным при работе с карабинами и оттяжками. Верёвка должна вщёлкиваться в карабин так, чтобы она шла снизу вверх и не образовывала узлов. Верёвка не должна прижимать муфту карабина, так как это может привести к выщёлкиванию верёвки из карабина. Основной критерий правильного вщёлкивания верёвки в промежуточную точку страховки тот, что при движении через него верёвка должна приподнимать карабин, а не прижимать его к скале или другому рельефу[9]
- Карабин с резьбовой муфтой надо располагать так, чтобы верёвка при её движении не развинчивала муфту
- После приложенной нагрузки на карабин в 25% от максимума, карабин должен выбраковываться[источник не указан 1658 дней]
- Нагрузка на карабин по трём осям — недопустима
- Нагрузка на излом карабина может вызвать его разрушение
- Если карабин перегружен, нагрузка может сместиться к защёлке и карабин может разрушиться

### Уход за карабинами
Пользуйтесь только исправными карабинами.
- Поверхность карабина не должна иметь трещин, заусенцев, пропилов, ржавчины, сильной потёртости
- Защёлка должна открываться легко и быстро. Удостоверьтесь, что закрывается карабин свободно и полностью. У муфтованных карабинов аналогично проверяется функционирование муфты
- Проверяется состояние заклёпки. Её изгиб или повреждение — недопустимы[10]
- Хранить карабины навалом производители не рекомендуют

При невыполнении любого пункта проверяемый карабин нельзя использовать. Также нельзя использовать карабины, падавшие с большой высоты, так как при этом могут возникнуть микротрещины, сильно снижающие предельную нагрузку на карабин. Карабины следует держать сухими и чистыми. Берегите их от ржавчины. Некоторые повреждения допустимо зачистить шкуркой 220—400 номера (кроме титановых; у них ремонт — недопустим). Если из-за грязи заклинила защёлка, то карабин следует промыть в теплой мыльной воде и прополоскать, затем смазать графитовой смазкой пружинку защёлки и внутренности муфты.